# Fernelius (månekrater)
Fernelius er et nedslagskrater på Månen. Det befinder i det forrevne sydlige højland på Månens forside og er opkaldt efter den franske astronom og læge Jean Fernel (1497 – 1558).
Navnet blev officielt tildelt af den Internationale Astronomiske Union (IAU) i 1935.

## Omgivelser
Ferneliuskrateret ligger lige nord for Stöflerbassinet. Kaiserkrateret ligger op ad dets nordvestlige rand. Mod nord-nordvest ligger Nonius- og Waltherkraterne. Sydøst for Fernelius ligger kratersamlingen Miller, Nasireddin, Huggins og Orontius.

## Karakteristika
Engang i fortiden er Fernelius' kraterbund blevet dækket af en ny overflade, hvilket har efterladt den ret flad og uinteressant uden nogen central top. Kraterranden er stærkt beskadiget og indskåret af senere nedslag, hvoraf den mest fremtrædende er "Fernelius A", som skærer sig ind i den vestlige rand.

## Satellitkratere
De kratere, som kaldes satellitter, er små kratere beliggende i eller nær hovedkrateret. Deres dannelse er sædvanligvis sket uafhængigt af dette, men de får samme navn som hovedkrateret med tilføjelse af et stort bogstav. På kort over Månen er det en konvention at identificere dem ved at placere dette bogstav på den side af satellitkraterets midte, som ligger nærmest hovedkrateret. Ferneliuskrateret har følgende satellitkratere:
| Fernelius | Længde  | Bredde | Diameter |
| --------- | ------- | ------ | -------- |
| A         | 38,3° S | 3,5° Ø | 30 km    |
| B         | 37,4° S | 4,1° Ø | 10 km    |
| C         | 38,9° S | 4,4° Ø | 7 km     |
| D         | 38,2° S | 6,2° Ø | 7 km     |
| E         | 38,3° S | 6,6° Ø | 6 km     |

## Måneatlas
- Billeder af Ferneliuskrateret i LPI-måneatlasset